# Kunder Antal
Kunder Antal (Nagykároly, 1900. január 17. – Rio de Janeiro, 1968. december 4.) magyar katona, miniszter a második világháború idején a Sztójay-kormányban.

## Élete
Szülei a polgári származású Kunder Menyhért és Serly Jozefa (1878-1900) voltak. A Ludovika Akadémián végzett. 1919. júniusában részt vett a ludovikás ellenforradalmi felkelésben. 1920-ban tüzérhadnaggyá avatták. A budapesti műegyetemen gépészmérnöki oklevelet szerzett (1924), később hadmérnökkari százados lett. A Gömbös-kormány idején, 1935-ben a Külkereskedelmi Hivatal kormánybiztosa, utóbb elnöke volt; 1938-ban az Imrédy-kormányban kereskedelem- és közlekedésügyi miniszteri államtitkár, 1938. szeptember 22-étől 1939. október 27-éig kereskedelem- és közlekedésügyi miniszter. 1939-ben látogatóban volt Észtországban. 1938. november 15-étől 1939. július 25-éig iparügyi miniszter, utóbb a Sztójay-kormányban 1944. március 22-étől augusztus 7-éig ismét kereskedelem- és közlekedésügyi miniszter. Az ipari nyersanyagellátás, a hazai termékek külföldi értékesítése terén egyik fő előmozdítója volt a német gazdasági behatolásnak. A Magyar Élet Pártja programjával Esztergom országgyűlési képviselője (1938–39, 1939–44).
Háborús bűnösként a Népbíróság golyó általi halálra ítélte, majd kegyelemből életfogytiglani kényszermunkára. 1956-ban kiszabadult és nyugatra disszidált családjához Brazíliába, ahol a Rio de Janeiro-i Elektorba energiatermelő vállalat főtisztviselőjeként dolgozott.